# Tiên Dương
Tiên Dương là một xã thuộc huyện Đông Anh, thành phố Hà Nội, Việt Nam.

## Địa lý
Xã Tiên Dương nằm ở phía tây huyện Đông Anh, cửa ngõ phía bắc của 
thành phố Hà Nội, có vị trí địa lý:
- Phía đông giáp thị trấn Đông Anh
- Phía tây giáp xã Vân Nội
- Phía nam giáp xã Vĩnh Ngọc
- Phía bắc giáp xã Nguyên Khê.

Xã Tiên Dương có diện tích là 10,14 km², dân số năm 2022 là 20.408 người, mật độ dân số đạt 2.012 người/km².
Xã Tiên Dương hiện nay có chiều dài 6 km, rộng 3,5 km. Tổng diện tích đất tự nhiên là 1.000,72 ha; trong đó đất thổ canh là 622,48 ha, đất thổ cư là 130,65 ha, ao hồ là 8,35 ha (các loại đất khác 239,24 ha). Xã tương đối bằng phẳng, cao ở phía bắc thoải dần về phí nam. Sông Thiếp chảy phía nam là con sông ranh giới giữa xã Tiên Dương và xã Vĩnh Ngọc. Trên địa bàn xã còn có 2 con mương lớn đi qua là mương từ Đản Dị về Nam Hồng qua thôn Lương Nỗ và Cổ Dương; cùng con mương nối từ dòng mương trên với sông Thiếp chảy qua tôn Lương Nỗ và Tuân Lề.

## Hành chính
Xã Tiên Dương được chia thành 6 thôn: Cổ Dương, Lễ Pháp, Lương Nỗ, Tiên Kha, Tuân Lề, Trung Oai.

## Lịch sử
Trước kia, vùng đất là xã Tiên Dương ngày nay thuộc tổng Tuân Lệ, huyện Đông Ngàn, phủ Từ Sơn, trấn Kinh Bắc.
Năm 1946, xã Tiên Dương được gọi là xã Ngũ Lão với 6 thôn: Cổ Dương, Tuân Lề, Lễ Pháp, Tiên Kha, Trung Oai, Trầm Mỏ (tức Lương Nỗ sau này).
Năm 1949, xã Ngũ Lão hợp nhất với các xã Tân Trạch, Vân Long thành xã Toàn Thắng.
Năm 1955, xã Toàn Thắng chia thành 3 xã:
- Xã Vân Long đổi tên thành xã Liên Hiệp (nay là xã Vân Nội)
- Xã Tân Trạch đổi tên thành xã Tân Tiến (nay là xã Vĩnh Ngọc)
- Xã Ngũ Lão đổi tên thành xã Toàn Thắng.

Tháng 10 năm 1965, xã Toàn Thắng đổi tên thành xã Tiên Dương.
Ngày 13 tháng 10 năm 1982, Hội đồng Bộ trưởng ban hành Quyết định số 173-HĐBT  về việc thành lập thị trấn Đông Anh trên cơ sở một phần diện tích tự nhiên và dân số của Tiên Dương.

## Kinh tế - xã hội
Các cơ quan trên địa bàn:
- Tòa án huyện Đông Anh
- Viện Kiểm sát huyện Đông Anh
- Chi cục thi hành án huyện Đông Anh
- Hạt kiểm lâm Đông Anh
- Kho bạc huyện Đông Anh
- Xí nghiệp môi trường huyện Đông Anh.

Xã là nơi cung cấp rau sạch cho thành phố và trồng quất, đào phục vụ tết.
Y tế: Trên địa bàn xã có trung tâm Y tế huyện Đông Anh và trạm Y tế xã.
Giao dục trên địa bàn xã:
- Trường mầm non Tiên Dương với 6 điểm trường ở các thôn
- Trường Tiểu học Tiên Dương
- Trường Trung học Cơ sở Tiên Dương
- Trường Phổ thông Liên cấp Archimedes Đông Anh
- Trường mầm non song ngữ TimeWay
- Trung tâm hướng nghiệp Thanh Niên.

## Giao thông
- Có đường 23B chạy qua địa bàn xã
- Cao tốc Võ Nguyên Giáp (Nhật Tân – Nội Bài)
- Xe buýt tuyến 53A: TT. Đông Anh – Hoàng Quốc Việt
- Xe buýt tuyến 61: Dục Tú – CV. Cầu Giấy.